# Jiri Scherer
Jiri Scherer (* 1970) ist ein Schweizer Sachbuchautor, Unternehmer, Trainer und Vortragsredner.

## Leben
Nach einem Studium der Betriebswirtschaft arbeitete Jiri Scherer als Management Consultant und Kommunikationsberater, bis er 2005 zusammen mit Chris Brügger die Denkmotor GmbH gründete. 2007 schloss er den Master of Advanced Studies in Innovation Engineering an der Hochschule für Technik in Zürich ab. Er ist Berater, Trainer, Keynote Speaker und Gastdozent an verschiedenen Hochschulen sowie der Universität Bern zu den Themen Creativity, Innovation und Simplicity.

## Tätigkeit als Autor
Jiri Scherers Veröffentlichungen stehen im Zusammenhang mit drei Kernthemen: Kreativität, Innovationen und Einfachheit.
Sein Buch Simplicity. Prinzipien der Einfachheit ist auch auf Ungarisch, Mandarin und Englisch erschienen. Und das Buch Denkmotor wurde ebenfalls auf Mandarin übersetzt. Seine erste Publikation IdeenBox ist in einer russischen Ausgabe erschienen.

## Werke
Jiri Scherer
- IdeenBox. Ideen finden, bewerten und Umsetzen, Sauerländer Verlage AG, Wollerau 2003. ISBN 978-3-0345-0069-2.

Jiri Scherer, Chris Brügger
- Denkmotor. Nichts ist gefährlicher als eine Idee, wenn es die einzige ist, GABAL Verlag, Offenbach 2014. ISBN 978-3-86936-597-8.
- Innovationsmanagement für Dienstleistungsunternehmen: Ein praxisorientierter Leitfaden, BoD 2008, ISBN 978-3-8334-8655-5.
- Kreativitätstechniken. In 10 Schritten Ideen finden, bewerten, umsetzen, GABAL Verlag, Offenbach 2007. ISBN 978-3-89749-736-8.

Jiri Scherer, Chris Brügger, Michael Hartschen
- Innovationsmanagement. Die 6 Phasen von der Idee zur Umsetzung, GABAL Verlag, Offenbach 2009. ISBN 978-3-86936-015-7.
- Simplicity. Starke Strategien für einfache Produkte, Dienstleistungen und Prozesse, GABAL Verlag, Offenbach 201. ISBN 978-3-86936-245-8.